# Oliver Twist (film, 1948)
Pour les articles homonymes, voir Oliver Twist (homonymie).
Pour plus de détails, voir Fiche technique et Distribution.
Oliver Twist est un film britannique réalisé par David Lean et sorti en 1948. Il s'agit d'une adaptation fidèle du roman du même nom de Charles Dickens publié en 1837.
Le film est un succès public et critique, notamment au Royaume-Uni. En 1999, le British Film Institute classe Oliver Twist à la 46e place de son top 100 des meilleurs films britanniques du XXe siècle.

## Synopsis
Lors d'une nuit orageuse, une jeune fille se réfugie dans une workhouse. Elle y accouche d'un petit garçon et meurt peu après. L'enfant est baptisé Oliver Twist. Il grandit dans un orphelinat à la discipline drastique. À l'âge de 9 ans, il est envoyé pour servir d’apprenti chez un fabricant de cercueils. Maltraité par le patron M. Sowerberry et très malheureux, Oliver s’enfuit alors à Londres. Perdu et seul, il va alors intégrer une bande d’enfants.

## Fiche technique
Sauf indication contraire, les informations mentionnées dans cette section peuvent être confirmées par la base de données cinématographiques IMDb,  présente dans la section « Liens externes ».
- Titre original et français : Oliver Twist
- Réalisation : David Lean, assisté de George Pollock
- Scénario : Stanley Haynes et David Lean, d'après le roman Oliver Twist de Charles Dickens
- Décors : John Bryan
- Costumes : Margaret Furse
- Photographie : Guy Green
- Premier assistant opérateur : Alan Hume (non crédité)
- Son : Stanley Lambourne, Gordon K. McCallum
- Musique : Arnold Bax
- Montage : Bert Bates et Jack Harris
- Producteur : Ronald Neame
- Sociétés de production : Cineguild et Independent Producers
- Sociétés de distribution : General Film Distributors (Royaume-Uni), Les Acacias (France)
- Pays d'origine :  Royaume-Uni
- Langue originale : anglais
- Format : noir et blanc - 35 mm — 1,37:1 — son Mono
- Genre cinématographique : mélodrame, aventures
- Durée : 116 minutes (Royaume-Uni), 105 minutes (États-Unis), 110 minutes (Allemagne de l'Ouest)
- Dates de sortie : 
  - Royaume-Uni : 28 juin 1948
  - France : 15 octobre 1948
  - États-Unis : 30 juillet 1951

## Distribution
- Alec Guinness (VF : Serge Nadaud) : Fagin
- Robert Newton (VF : Raymond Destac) : Bill Sikes
- Kay Walsh (VF : Denise Bosc) : Nancy
- John Howard Davies (VF : Jacques Delvigne) : Oliver Twist (Olivier Twist en VF)
- Francis L. Sullivan (VF : Pierre Morin) : M. Bumble
- Josephine Stuart : la mère d'Oliver
- Henry Stephenson (VF : Jean Brunel) : M. Brownlow
- Mary Clare (VF : Cécile Dylma) : Mme Corney
- Anthony Newley : le resquilleur
- Ralph Truman (VF : René Montis) : Monks
- Kathleen Harrison : Mme Sowerberry
- Gibb Mac Laughlin (VF : Paul Villé) : M. Sowerberry
- Amy Veness (VF : Cécile Didier) : Mme Bedwin
- Frederick Lloyd : M. Grimwig
- Henry Edwards : policier haut-gradé
- Ivor Barnard : président du conseil d’administration de la maison de correction
- Maurice Denham : chef de la police
- Peter Bull : tenancier du « Three Cripples »
- Deidre Doyle : Mme Thingummy
- Diana Dors : Charlotte
- Hattie Jacques : chanteuse au « Three Cripples »

## Production
Après son précédent long métrage Les Grandes Espérances (Great Expectations, 1946), David Lean adapte ici un autre roman de Charles Dickens, Oliver Twist. Le réalisateur déclare à ce sujet : « J'ai essayé à travers l'écriture d'Oliver Twist et Les Grandes Espérances de capturer mes impressions ressenties de ma première lecture de ces deux histoires ».
Pour trouver l'enfant parfait pour incarner le rôle-titre, la production auditionne près de 1 000 candidats. John Howard Davies est découvert par un directeur de casting par hasard, lors d'un diner chez des amis. Le jeune garçon est âgé de 9 ans, alors qu'une loi alors en vigueur au Royaume-Uni interdit à des enfants de moins de 13 ans de tourner. David Lean parviendra à avoir une autorisation.
Le tournage a lieu dans les Pinewood Studios. Une salle de classe est installée en marge du studio, pour que les enfants-acteurs étudient en parallèle.

## Accueil
Le film est le 5e meilleur film au box-office britannique en 1949,.
Le film reçoit des critiques globalement positives. Bosley Crowther de The New York Times écrit notamment « Il est prudent de proclamer qu'il ne s'agit que d'une superbe œuvre cinématographique et, sans aucun doute, de l'une des meilleures transposition à l'écran d'un classique littéraire jamais réalisée »
Sur l'agrégateur américain Rotten Tomatoes, le film obtient 100% de critiques favorables , pour 24 articles récoltés et une note moyenne de 8,62⁄10.

## Distinctions
Source : Internet Movie Database

### Récompense
- Mostra de Venise 1948 : meilleurs décors pour John Bryan

### Nominations
- British Academy Film Awards 1949 : meilleur film britannique

## Postérité
En 1999, le British Film Institute classe le film de David Lean à la 46e place de son top 100 des meilleurs films britanniques du XXe siècle. Le classement est établi par les votes de mille personnalités de l'industrie cinématographique du pays. En 2005, le British Film Institute l'inclut cette fois dans sa liste des 50 films à voir avant d'avoir 14 ans.

## Censure et controverse
United Artists distribue le film en 1951 aux États-Unis, mais avec une coupure de 12 minutes, afin de diminuer ce qui semblait être aux censeurs une vision antisémite de Fagin. Ce n'est qu'en 1970 qu'une version complète fut projetée lors d'un hommage à David Lean au Museum of Modern Art de New York
Le maquillage de Fagin, jugé « antisémite » par certains[Qui ?], fit naître une polémique lors de la sortie du film, surtout aux États-Unis. David Lean fit cependant remarquer que le mot juif n'est jamais prononcé dans le film. Le film eu de nombreuses critiques à ce sujet et a été interdit en Israël pour antisémitisme, et en Égypte pour avoir donné une image trop... sympathique de Fagin. Lors d'une soirée hollywoodienne, le producteur David O. Selznick aurait accosté violemment Alec Guinness pour critiquer son interprétation du personnage.

## Commentaires
Cette adaptation cinématographique est l'une des plus fidèles au roman. Quelques détails secondaires de l'intrigue sont éludés, le plus important est la fin du film qui ne montre pas la condamnation de Fagin à la peine de mort et ses derniers moments dans sa cellule où il reçoit la visite d'Oliver.
Le chien « Jake the Rake », un Staffordshire Bull Terrier, est adopté après le tournage par le scénariste du film, Stanley Haynes. Il le rebaptise Sikes, clin d’œil au nom de son maitre dans le film.